# Đội tuyển bóng đá quốc gia Puerto Rico
Đội tuyển bóng đá quốc gia Puerto Rico là đội tuyển cấp quốc gia của Puerto Rico do Liên đoàn bóng đá Puerto Rico quản lý.

## Thành tích tại giải vô địch thế giới
- 1930 đến 1970 - Không vượt qua vòng loại
- 1974 - Không vượt qua vòng loại
- 1978 - Không vượt qua vòng loại
- 1982 - Không tham dự
- 1986 đến 2002  Không vượt qua vòng loại
- 2006 - Không tham dự
- 2010 đến 2022 -  Không vượt qua vòng loại

## Cúp Vàng CONCACAF
- 1991 đến 1993 - Không vượt qua vòng loại
- 1996 - Không tham dự
- 2000 đến 2003 - Không vượt qua vòng loại
- 2005 - Không vượt qua vòng loại
- 2007 - Không tham dự
- 2009 đến 2023 - Không vượt qua vòng loại

## Đại hội Thể thao Liên Mỹ
- (Nội dung thi đấu dành cho cấp đội tuyển quốc gia cho đến kỳ Đại hội năm 1995)

| Năm           | Vòng                     | Hạng                     | Pld                      | W                        | D                        | L                        | GF                       | GA                       |
| ------------- | ------------------------ | ------------------------ | ------------------------ | ------------------------ | ------------------------ | ------------------------ | ------------------------ | ------------------------ |
| 1951 đến 1971 | Không tham dự            | Không tham dự            | Không tham dự            | Không tham dự            | Không tham dự            | Không tham dự            | Không tham dự            | Không tham dự            |
| 1975          | Không vượt qua vòng loại | Không vượt qua vòng loại | Không vượt qua vòng loại | Không vượt qua vòng loại | Không vượt qua vòng loại | Không vượt qua vòng loại | Không vượt qua vòng loại | Không vượt qua vòng loại |
| 1979          | Vòng 2                   | 5th                      | 4                        | 1                        | 0                        | 3                        | 2                        | 12                       |
| 1983 đến 1995 | Không vượt qua vòng loại | Không vượt qua vòng loại | Không vượt qua vòng loại | Không vượt qua vòng loại | Không vượt qua vòng loại | Không vượt qua vòng loại | Không vượt qua vòng loại | Không vượt qua vòng loại |
| Tổng cộng     | 1 lần vòng 2             | 1/18                     | 4                        | 1                        | 0                        | 3                        | 2                        | 12                       |

## Đội hình
Đây là đội hình tham dự vòng loại World Cup 2022 gặp Bahamas và Guyana vào tháng 6 năm 2021.

| Số | VT | Cầu thủ                      | Ngày sinh (tuổi)  | Trận | Bàn | Câu lạc bộ                |
| -- | -- | ---------------------------- | ----------------- | ---- | --- | ------------------------- |
| 1  | TM | Ángel Molinari               | 18 tháng 7, 2000  | 3    | 0   | Satélite Norte FC         |
| 18 | TM | Joel Serrano                 | 17 tháng 5, 1999  | 2    | 0   | Mercy College Mavericks   |
| 12 | TM | Johan Rodríguez              |                   | 0    | 0   | FC Delco                  |
|    |    |                              |                   |      |     |                           |
| 2  | HV | Darren Ríos                  | 14 tháng 10, 1995 | 11   | 0   | Satélite Norte FC         |
| -  | HV | Joshua Calderón              | 11 tháng 9, 1996  | 7    | 0   | Satélite Norte FC         |
| 15 | HV | Rodolfo Sulia                | 8 tháng 8, 2002   | 8    | 0   | Satélite Norte FC         |
| 3  | HV | Nicolás Cardona (đội trưởng) | 11 tháng 2, 1999  | 6    | 1   | Hartford Athletic         |
| 23 | HV | Giovanni Padrón              | 15 tháng 4, 1998  | 5    | 1   | Nashville Knights FC      |
| 21 | HV | Daniel Rosario               | 10 tháng 4, 2002  | 5    | 0   | Orlando City B            |
| 20 | HV | Giovanni Calderón            | 8 tháng 2, 2002   | 3    | 0   | Hartford Athletic         |
| 14 | HV | Jan Carlos Mateo             | 31 tháng 1, 2003  | 3    | 0   | Oriente Petrolero         |
| -  | HV | Callum Stretch               | 19 tháng 9, 1999  | 2    | 0   | Indiana Hoosiers          |
| 5  | HV | Zarek Valentin               | 6 tháng 8, 1991   | 2    | 0   | Houston Dynamo            |
| -  | HV | Colby Quiñones               | 14 tháng 4, 2003  | 0    | 0   | New England Revolution II |
|    |    |                              |                   |      |     |                           |
| 13 | TV | Gerald Díaz                  | 23 tháng 3, 1999  | 12   | 2   | Bayamón                   |
| 6  | TV | Juan Ignacio O'Neill         | 12 tháng 7, 1998  | 10   | 0   | Santa Clara Broncos       |
| 11 | TV | Devin Vega                   | 28 tháng 12, 1998 | 8    | 2   | Real Monarchs             |
| 10 | TV | Isaac Angking                | 24 tháng 1, 2000  | 6    | 2   | Unattached                |
| 4  | TV | Raúl González III            | 23 tháng 9, 1994  | 6    | 0   | Memphis 901               |
| 19 | TV | Jaden Servania               | 16 tháng 7, 2001  | 6    | 1   | Birmingham Legion FC      |
| -  | TV | Ryan López                   | 12 tháng 4, 1998  | 3    | 0   | Cleveland SC              |
| 16 | TV | Jordan Saling                | 15 tháng 3, 1996  | 1    | 0   | Unattached                |
| -  | TV | Gadiel Santiago              |                   | 0    | 0   | Municipal Santa Ana       |
|    |    |                              |                   |      |     |                           |
| 9  | TĐ | Ricardo Rivera               | 17 tháng 4, 1997  | 13   | 3   | Vilamarxant CF            |
| -  | TĐ | Sidney Rivera                | 15 tháng 11, 1993 | 10   | 3   | Morris Elite SC           |
| -  | TĐ | Alec Díaz                    | 7 tháng 12, 2001  | 5    | 0   | Tacoma Defiance           |
| 7  | TĐ | Wilfredo Rivera              | 14 tháng 10, 2003 | 6    | 1   | Orlando City              |
| 17 | TĐ | Kevin Hernández              | 8 tháng 7, 1999   | 5    | 0   | Satélite Norte FC         |
| 22 | TĐ | Eli Carr                     | 1 tháng 1, 2001   | 2    | 0   | Longwood Lancers          |
| 8  | TĐ | Lester Hayes                 | 19 tháng 9, 1993  | 2    | 1   | El Palo                   |

### Recent call-ups
The following players have been called up within the last 12 months.
| Vt                                                         | Cầu thủ          | Ngày sinh (tuổi) | Số trận | Bt | Câu lạc bộ                | Lần cuối triệu tập                              |
| ---------------------------------------------------------- | ---------------- | ---------------- | ------- | -- | ------------------------- | ----------------------------------------------- |
| TM                                                         | Cody Laurendi    | 15 tháng 8, 1988 | 9       | 0  | Đã giải nghệ              | v. Trinidad và Tobago, 28 tháng 3 năm 2021      |
|                                                            |                  |                  |         |    |                           |                                                 |
| HV                                                         | Colby Quiñones   | 14 tháng 4, 2003 | 0       | 0  | New England Revolution II | v. Saint Kitts và Nevis, 24 tháng 3 năm 2021 WD |
| HV                                                         | Reid Strain      | 4 tháng 1, 1991  | 2       | 0  | Friska Viljor FC          | v. Cộng hòa Dominica, 19 tháng 1 năm 2021 WD    |
|                                                            |                  |                  |         |    |                           |                                                 |
| TV                                                         | Thomas Rodríguez |                  |         |    | Cầu thủ tự do             | v. Saint Kitts và Nevis, 24 tháng 3 năm 2021    |
| TV                                                         | Lucas Arzán      | 25 tháng 7, 1999 | 1       | 0  | Binghamton Bearcats       | v. Guatemala, 22 tháng 1 năm2021                |
| TV                                                         | Anders Iversen   | 22 tháng 7, 1999 | 0       | 0  | Holstebro Boldklub        | v. Guatemala, 22 tháng 1 năm 2021               |
| TV                                                         | Brandon Servania | 12 tháng 3, 1999 | 0       | 0  | St. Pölten                | v. Cộng hòa Dominica, 19 tháng 1 năm 2021 WD    |
|                                                            |                  |                  |         |    |                           |                                                 |
| TĐ                                                         | Jensen Liquet    |                  |         |    | Cầu thủ tự do             | v. Saint Kitts và Nevis, 24 tháng 3 năm 2021    |
| INJ = Chấn thương PRE = Sơ bộ RET = Giải nghệ WD = Rút lui |                  |                  |         |    |                           |                                                 |